# Chantada (kommunhuvudort)
Chantada är en kommunhuvudort i Spanien. Den ligger i provinsen Provincia de Lugo och regionen Galicien, i den nordvästra delen av landet, 400 km nordväst om huvudstaden Madrid. Chantada ligger 491 meter över havet och antalet invånare är 9 339.
Terrängen runt Chantada är kuperad åt nordost, men åt sydväst är den platt. Runt Chantada är det ganska glesbefolkat, med 43 invånare per kvadratkilometer. Chantada är det största samhället i trakten. Omgivningarna runt Chantada är en mosaik av jordbruksmark och naturlig växtlighet.